# Revista da Semana
Revista da Semana est un hebdomadaire brésilien qui circule entre 1900 et 1959.
Revista da Semana est fondée par Álvaro de Tefé, fils du baron de Teffé, et est apparue dans le contexte de la modernisation de la ville de Rio de Janeiro en 1900, dont la dernière édition a été publiée en 1959. Peu de temps après sa création, elle est incluse dans le Jornal do Brasil .
Le langage employé dans la revue est simple par rapport aux normes de la langue portugaise à l'époque et vise à atteindre un large public de la classe moyenne. L'hebdomadaire est consacré à des thèmes liés à la littérature, à l'actualité quotidienne, aux chroniques politiques, au sport, à la mode et à bien d'autres contenus liés à l'art et à la culture.

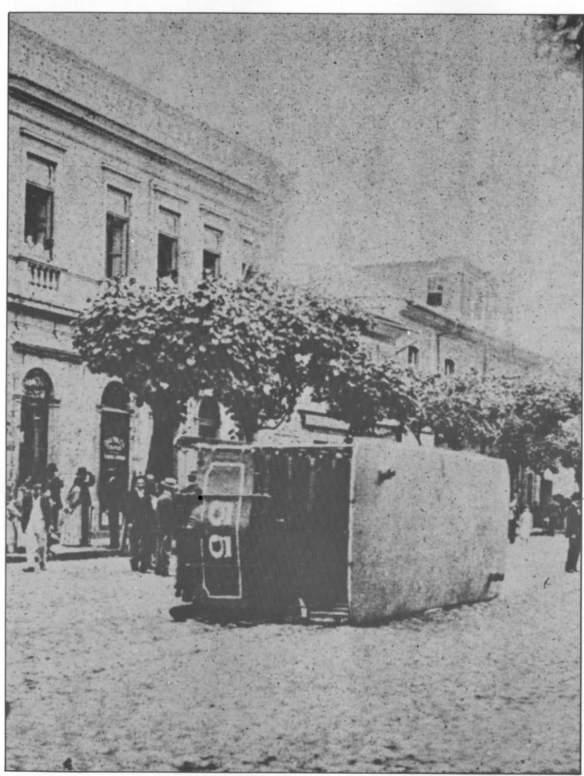
Révolte des vaccins, photo publiée par Revista da Semana le 27 novembre 1904.

Revista da Semana s'est également fait noter par ses reportages photos, un élément innovant à cette période. La photographie est tellement utilisée dans les éditions que, dans certaines pièces, des simulations de crimes sont photographiées, pour donner vie au matériel. L'hebdomadaire est le seul magazine à publier des images de la révolte des vaccins, en 1904,.